# Arquidiócesis de Matrega
La arquidiócesis de Matrega (en latín: Archidioecesis Matregensis) fue una circunscripción eclesiástica de la Iglesia católica en Rusia. Se trataba de una arquidiócesis latina, sede metropolitana de la provincia eclesiástica de Matrega. Fue suprimida de hecho probablemente en el siglo XV y restaurada como diócesis titular en 1928. Desde el 7 de marzo de 1994 es sede vacante.

## Territorio y organización

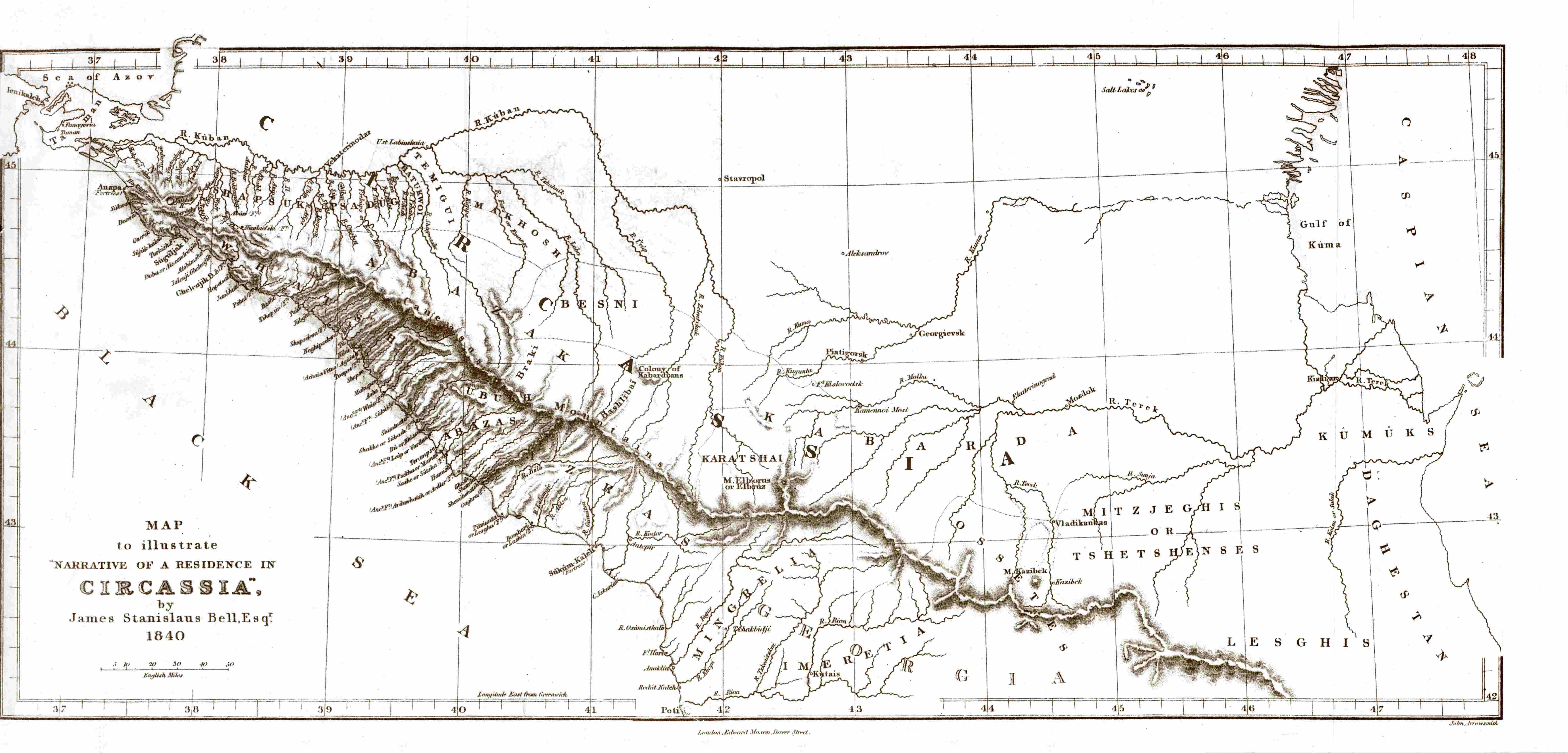
Mapa de Circasia, al norte del Cáucaso, región bajo la jurisdicción de la provincia eclesiástica de Matrega

La arquidiócesis extendía su jurisdicción sobre los fieles católicos de rito latino residentes en el área de la ciudad de Matrega, en el actual krai de Krasnodar.
La sede de la arquidiócesis se encontraba en la ciudad de Matrega.
La arquidiócesis tenía como sufragáneas a las diócesis de que solo se conocen por sus nombres latín: Lucucensis, Maieriensis y Sybensis.

## Historia

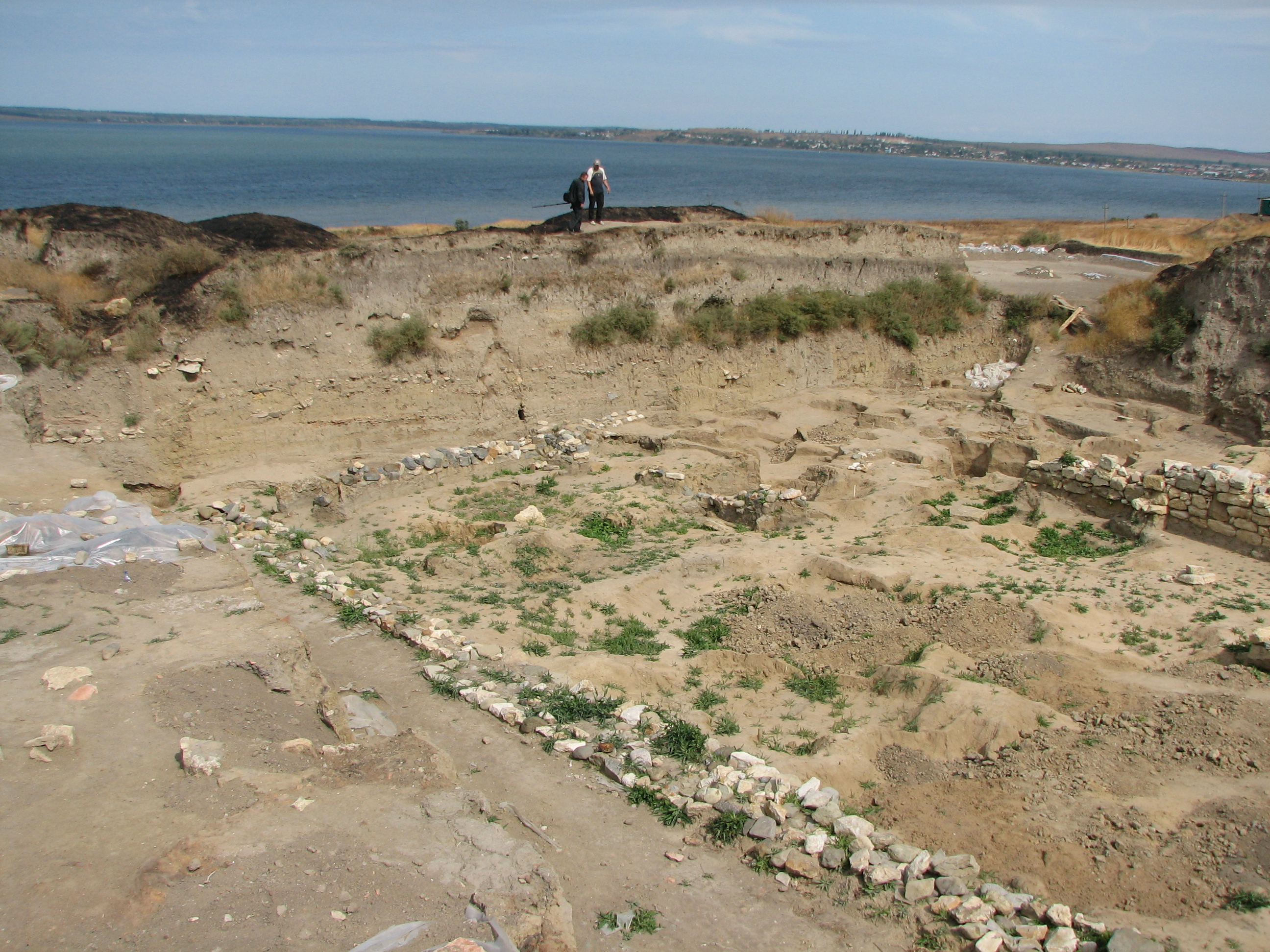
Ruinas de la ciudad de Fanagoria

Matrega es el nombre medieval de la antigua colonia griega de Fanagoria, que fue una antigua sede episcopal de la provincia romana de Zechia. Sólo se conoce un obispo griego de esta sede, Giovanni, mencionado en 519. En el período bizantino la ciudad se llamó Tamatarcha, durante el dominio de la Rus de Kiev fue llamada Tmutarakan y allí existió la eparquía de Tmutarakan, cuyo último obispo conocido fue mencionado en 1396 como metropolitano de Zechia y Matrega del patriarcado de Constantinopla.
Matrega, con la península de Tamán y toda la región de las tierras bajas de Kubán-Azov, fue subyugada por los mongoles a mediados del siglo XIII. En el siglo XIV la ciudad pasó a manos de la familia genovesa Ghisolfi, que la ocupó hasta 1482.
En esta región, en la primera mitad del siglo XIV trabajó el misionero franciscano Giovanni di Zechia, circasiano converso, y su labor evangelizadora fue particularmente exitosa. Por ello, en 1348, acudió a la corte papal de Aviñón para pedir ayuda al pontífice para continuar su obra. El papa Clemente VI erigió la nueva provincia eclesiástica de Matrega el 21 de febrero de 1349, confiriéndole a Giovanni, «qui de illis partibus traxit originem et ibidem pro sede apostolica fideliter et sollicite laboravit», el título de arzobispo.
En dos bulas del 22 de mayo de 1349, el papa nombró dos obispos sufragáneos: Tommaso di Birago, episcopus Sybensis, y Giacomo di Pontecorvo, episcopus Lucucensis. Las dos ciudades, de identificación incierta, no debían estar muy lejos de Matrega.
La obra de los misioneros, coordinada por los tres obispos, continuó en los años siguientes en el territorio de Circasia, hasta llegar a Derbent en Daguestán, en la costa occidental del mar Caspio. De regreso a Aviñón en 1358, el arzobispo explicó al papa el estado de su provincia y especialmente la falta de iglesias y puestos estables en una distancia equivalente a ocho días de marcha. El 22 de junio de 1358 el papa Inocencio VI concedió a Giovanni los poderes necesarios para crear dos nuevas diócesis y construir iglesias. Es difícil saber cuáles eran estas nuevas diócesis, pero dos disputas en las que estuvo involucrado Cosma de Sarai permiten extraer algunas hipótesis fiables.
En 1363 surgió una disputa entre los arzobispos de Matrega y Sarai sobre la delimitación territorial de sus respectivos sufragáneos de Tanais y Anapa (antigua Gorgippia): el papa Urbano V encargó al obispo Tommaso (más tarde arzobispo de Soltaniyeh) que arbitrara la disputa entre los dos prelados. Es concebible que las fronteras en disputa estuvieran situadas en el interior y no en la costa.
En 1370 Cosma se quejó al papa de que tres obispos se habían apropiado de propiedades pertenecientes a la Iglesia de Tanais. Entre ellos se encontraba el dominico Nicolás, episcopus Maieriensis, sede de cuyos obispos se conocen antes de 1363. Esta ubicación no parece haber sido identificada con certeza todavía: seguramente estaba a medio camino entre Matrega y Derbent, quizás a orillas del río Kuma. Algunos autores la identifican con Georgievsk.
Según los catálogos de conventos franciscanos de la época, las comunidades franciscanas estaban situadas en Maiera, pero también en Tarchis y en Mamucci , ciudades identificables con Tarki y Şamaxı, hoy respectivamente en Daguestán y Azerbaiyán. El arzobispo Giovanni di Matrega volvió a Aviñón en 1363 y Richard no excluye que también en esta ocasión pidió autorización para crear nuevas diócesis, así como pidió permiso para usar indulgencias para reembolsar las ofrendas de los fieles necesarias para la construcción de nuevas iglesias.
Ciertamente, aunque sobre la sede de Matrega sólo se conoce al obispo Giovanni, otras diócesis, tal vez pertenecientes a la misma provincia eclesiástica, surgieron cerca del mar Caspio a finales del siglo XIV: por las cronologías de Eubel se conocen las sedes de Montis Caspiorum (de identificación incierta) y Cumuchensis (Kumuch, en el raión de Lakskij en Daguestán).
Las misiones franciscanas continuaron en la región al norte del Cáucaso y en las regiones a lo largo de las costas occidentales del mar Caspio incluso después de las devastaciones de Tamerlán. Sólo con la caída de Matrega en manos otomanas en 1482 desapareció el único puerto de acceso para occidentales y misioneros a aquellas tierras.
Sin embargo, como señala Richard, la provincia eclesiástica de Matrega, como tal, ya había desaparecido mucho antes del final de las misiones franciscanas. Tal vez, continúa el autor, no sobrevivió a su fundador, Giovanni, como el de Bosporo no sobrevivió a Francesco da Camerino.

### Diócesis titular
Desde 1928 Matrega figura entre las sedes titulares de la Iglesia católica como diócesis de Matrega. Desde el 7 de marzo de 1994 es sede vacante.

## Episcopologio

### Obispo griego
- Giovanni † (mencionado en 519)

### Arzobispo latino
- Giovanni di Zechia, O.F.M. † (22 de febrero de 1349-después de 1363)

### Obispos titulares
- Beato Teofilius Matulionis † (8 de diciembre de 1928-9 de enero de 1943 nombrado obispo de Kaišiadorys)
- Rafael González Estrada † (16 de mayo de 1944-7 de marzo de 1994 falleció)